# خربة الرز (الرقة)
خربة الرز قرية سورية تتبع ناحية مركز تل أبيض في منطقة تل أبيض في محافظة الرقة. بلغ عدد سكانها 1663 نسمة في عام 2004 حسب إحصاء المكتب المركزي للإحصاء.